# 귀도 드 브레
귀도 드 브레(Guido de Brès, 1522년- 1567년 5월 31일)는 종교 개혁가이며 제네바에서 칼뱅과 베자의 제자이며 신학자이다. 그는 남부 네덜란드 헤인아우트 지역 먼스에서 태어났다. 45세에 스페인 종교재판소에 의해 발렌샨네스에서 순교했다. 드 브레는 벨직 신앙고백서(1561)로 알려진 왈론 신앙고백서(Walloon Confession of Faith)을 편집하고 출판하였다. 오늘에도 벨기에와 네덜란드에서 사용되고 있으며, 세계에서 개혁교회들이 이것을 사용하고 있다.

## 생애
귀도 드 브레의 아버지는 페인트공이었고, 어머니는 독실한 로마 가톨릭신자였다. 그의 가족은 유리 페인트업으로 알려져 있다. 귀도 드 브레는 마틴 루터의 가르침을 받은 자에게서 영향을 받아, 존 칼빈의 교육기관이었던 제네바 아카데미에서 칼빈주의를 배웠다.